# Bàsquet Girona
Il Bàsquet Girona è una squadra di pallacanestro fondata a Gerona, Spagna nel 2014 dal giocatore NBA Marc Gasol.

## Storia
Il Bàsquet Girona fu fondato nel 2014 dal cestista Marc Gasol, che già aveva militato nel Club Bàsquet Girona tra il 2006 e il 2008., con il nome di 'Club Escola Bàsquet Marc Gasol decidendo di iscrivere solo squadre a livello giovanile.
Nel 2016 venne aggiunto il nome della città di Gerona alla denominazione della squadra che diventò CEB Girona Marc Gasol e un anno più tardi, cambiò ancora il nome semplicemente in Bàsquet Girona.
Sempre nel 2017, con lo scopo di diventare la principale squadra sportiva maschile della città, il club fondò una squadra senior che venne subito inscritta in Liga EBA, in quarta serie, dopo aver ottenuto un posto vacante. Quim Costa divenne il primo allenatore nella stagione di debutto.
Nel novembre del 2021 Marc Gasol annunciò che avrebbe giocato per la squadra, disputando il campionato di Liga LEB Oro 2021-2022.

## Roster 2022-2023
Aggiornato al 10 gennaio 2023.
|    | Naz.                                     | Ruolo | Sportivo         | Anno | Alt. | Peso | Note |
| -- | ---------------------------------------- | ----- | ---------------- | ---- | ---- | ---- | ---- |
| 2  | Argentina (bandiera)                     | G     | Máximo Fjellerup | 1997 | 196  | 82   |      |
| 4  | Spagna (bandiera)                        | AG    | Eric Vila        | 1998 | 211  | 100  |      |
| 5  | Stati Uniti (bandiera)                   | G     | Kameron Taylor   | 1994 | 198  | 95   |      |
| 7  | Spagna (bandiera)                        | P     | Pol Figueras     | 1998 | 185  | 80   |      |
| 8  | Croazia (bandiera)                       | AC    | Roko Prkačin     | 2002 | 206  | 106  |      |
| 10 | Andorra (bandiera) · Spagna (bandiera)   | P     | Quino Colom      | 1988 | 188  | 88   |      |
| 11 | Serbia (bandiera)                        | C     | Dušan Miletić    | 1998 | 215  | 103  |      |
| 18 | Spagna (bandiera)                        | AC    | Pierre Oriola    | 1992 | 208  | 107  |      |
| 23 | Stati Uniti (bandiera)                   | G     | Jeremiah Hill    | 1995 | 188  | 83   |      |
| 24 | Spagna (bandiera)                        | P     | Josep Franch     | 1991 | 191  | 88   |      |
| 28 | Rep. Ceca (bandiera) · Spagna (bandiera) | GA    | Ondřej Hanzlík   | 2002 | 201  | 88   |      |
| 29 | Argentina (bandiera) · Italia (bandiera) | AP    | Patricio Garino  | 1993 | 201  | 92   |      |
| 33 | Spagna (bandiera)                        | C     | Marc Gasol       | 1985 | 211  | 116  |      |
| 35 | Spagna (bandiera)                        | C     | Jaume Sorolla    | 1997 | 211  | 118  |      |

### Staff tecnico
| Allenatore: | Aíto García Reneses        |
| Assistenti: | Luboš Bartoň, Albert Sàbat |